# Порожня корона
«Порожня корона» (англ. The Hollow Crown) — це британський цикл телевізійних фільмів на основі історичних п'єс Вільяма Шекспіра.
Перший цикл складався з екранізацій другої шекспірівської історичної тетралогії — Генріади: п'єс Річард II, Генріх IV, Частина I і Генріх IV, Частина II, а також Генріх V. У фільмах знімались Бен Вішоу, Джеремі Айронс та Том Гіддлстон. Режисерами фільмів виступили лауреати Премії Лоуренса Олів'є Руперт Ґулд, Річард Айр та Теа Шаррок. Виробництвом циклу для телеканалу BBC Two займався Руперт Райл-Годжес, виконавчими продюсерами виступили Сем Мендес та Піппа Гарріс під керівництвом Neal Street Productions та у співпраці з NBCUniversal. Перший сезон вийшов у Великій Британій у 2012 році і отримав схвальні відгуки критиків. Бен Вішоу та Саймон Рассел Біл виграли премію БАФТА як найкращий актор та найкращий актор другого плану за їхні ролі. Джеремі Айронс був номінований на Премію гільдії кіноакторів США як найкращий актор за роль Генріха IV. Перший епізод, Річард II, був номінований на премію БАФТА як найкраща драма.
BBC випустило завершальний сезон Порожньої корони з підзаголовком Війна Троянд у 2016 році. П'єси були поставлені у 2015 році тією ж командою, що й перший сезон. Режисером фільмів другого сезону виступив колишній режисер театру Роял-корт та лауреат премії Лоуренса Олів'є, Домінік Кук. Фільми, засновані на першій тетралогії Шекспіра: Генріх VI, частина 1, Генріх VI, частина 2, Генріх VI, частина 3 та Річард III. Адаптація містить сюжетні лінії з усіх трьох п'єс про Генріха VI, проте вони об'єднані у два фільми. Короля Річарда III зіграв Бенедикт Камбербетч.

## Знімальна група

Зліва направо: Бен Вішоу (Річард II), Джеремі Айронс (Генріх IV), Том Гіддлстон (Генріх V)

### Порожня корона(2012)
| Фільм                | У ролях | Режисер     |
| -------------------- | --- | ----------- |
| Річард II            | Бен Вішоу — Король Річард II Рорі Кіннір — Генріх Болінбрук Клеманс Поезі — Ізабелла Валуа Девід Суше — Герцог Йоркський Патрік Стюарт — Іоанн II, герцог Аквітанії Девід Морріссі — Генрі Персі, 1-й Граф Нортумберленд Том Г'юз — Едвард Норідж, 2-й Герцог Йоркський Джеймс Пюрфой — Томас Мовбрей, 1-й Герцог Норфолкський Ліндсі Дункан — Герцогиня Йоркська | Руперт Ґулд |
| Генріх IV, частина 1 | Джеремі Айронс — Генріх IV Том Гіддлстон — Принц Гал Саймон Рассел Біл — сер Джон Фальстаф Джулі Волтерс — Місіс Квіклі Джо Армстронг — Генрі «Гаряча шпора» Персі Алан Армстронг — Генрі Персі, 1-й Граф Нортумберленд Девід Гейман — Граф Вустер Гаррі Ллойд — Едмунд Мортімер, 5-й граф Марч Роберт П'ю — Овайн Гліндур Мішель Докері — Кейт, Леді Персі       | Річард Айр  |
| Генріх IV, частина 2 | Джеремі Айронс — Генріх IV Том Гіддлстон — Принц Гал Саймон Рассел Біл — сер Джон Фальстаф Джулі Волтерс — Місіс Квіклі Алан Армстронг — Генрі Персі, 1-й Граф Нортумберленд Девід Бембер — Роберт Шаллоу Джофрі Палмер — Головний суддя Вільям Гаскойн Пол Ріттер — Пістоль Ієн Глен — Річард Бошан Генрі Фабер — Принц Джон                                     | Річард Айр  |
| Генріх V             | Том Гіддлстон — Король Генріх V Паттерсон Джозеф — Герцог Йоркський Антон Лессер — Герцог Ексетер Овен Тіл — Капітан Флюеллен Жеремі Ковілло — Монтжой Ламбер Вільсон — Король Карл VI Божевільний Мелані Тьєррі — Катерина Валуа Стенлі Вебер — Герцог Орлеанський Джеральдіна Чаплін — Еліс Едвард Екрут — Луї Аквітанський Джон Гарт — Хор                     | Теа Шаррок  |

### Порожня корона: Війна Троянд(2016)
| Фільм                | У ролях | Режисер     |
| -------------------- | --- | ----------- |
| Генріх VI, частина 1 | Софі Оконедо — Королева Маргарита Г'ю Бонневілль — Гамфрі Ланкастерський, герцог Глостер Саллі Гокінс — Елеанора, герцогиня Глостер Том Старрідж — Генріх VI Едріан Данбар — Річард Йоркський Стюарт Мак-Кверрі — Вернон Люсі Робінсон — молода Сесилія Невіл Семюель Вест — Єпископ Вінчестер Стенлі Таунсенд — Річард Ворвік Майкл Гембон — Мортімер Антон Лессер — Ексетер Бен Майлз — Сомерсет Джейсон Воткінс — Саффолк Філіп Ґленістер — Джон Талбот Девід Траутон — Герцог Анжуйський Лора Францес-Морган — Жанна д'Арк                                             | Домінік Кук |
| Генріх VI, частина 2 | Бенедикт Камбербетч — Річард III Софі Оконедо — Королева Маргарита Кілі Гоуз — Королева Єлизавета Том Старрідж — Генріх VI Едріан Данбар — Плантагенет Джоффрі Стретфілд — Едуард IV Сем Траутон — Кларенс Стюарт Мак-Кверрі — Вернон Кайл Соллер — Кліффорд Річард Лінч — Вестморленд Люсі Робінсон — молода Сесилія Невіл Стенлі Таунсенд — Річард Ворвік Антон Лессер — Ексетер Бен Деніелс — Бекінгем Бен Майлз — Сомерсет Джейсон Воткінс — Саффолк Фібі Фокс — Леді Анна Джеймс Фліт — Гастінґс Ангус Імрі — Едмунд (граф Ратлендський) Ендрю Скотт — Король Людовик | Домінік Кук |
| Річард III           | Джуді Денч — Сесилія, герцогиня Йоркська Бенедикт Камбербетч — Річард III Софі Оконедо — Королева Маргарита Кілі Гоуз — Королева Єлизавета Джофрі Стретфілд — Едуард IV Сем Траутон — Кларенс Бен Деніелс — Бекінгем Джеймс Фліт — Гастінґс Фібі Фокс — Королева Анна Люк Тредевей — Генріх VII | Домінік Кук |

| |  |  |
| Другий цикл Порожньої корони заснований на п'єсах Шекспіра про Генріха VI (зліва) та Річарда III (справа). |  |  |

## Виробництво
BBC приурочило зйомку історичних п'єс Шекспіра до Культурної Олімпіади — вшанування британської культури у контексті Літніх Олімпійських ігор 2012. Сем Мендес погодився виступити виконавчим продюсером всіх чотирьох фільмів першого сезону у вересні 2010. До його команди долучились Піппа Гарріс (Neal Street Productions), Руперт Райл-Годжес, Ґарет Нім (NBCUniversal) та Бен Стівенсон (BBC).
Зйомки проходили у графстві Кент у маєтках Скверріз Корт та Пенсхерст Плейс.
Завершальний цикл фільмів було виготовлено у 2015 році тією самою командою та зрежисовані Домініком Куком. Річарда III зіграв Бенедикт Камбербетч. Виконавчий продюсер Піппа Гарріс заявила, що «Високі оцінки циклу Порожня корона критиками та глядачами задали високу планку для екранізацій Шекспіра, і Neal Street Productions раді знімати завершальну частину цього чудового циклу. Знімаючи фільми про Генріха VI та Річарда III, ми хочемо показати глядачам, як такий жахливий тиран може прийти до влади, та спробуємо надати ще більшої ваги та глибини цим культовим персонажам.»
Зйомки Війни Троянд також проводились у Кенті — у Пенсхерст Плейс, Дуврському замку та Лідському замку.

## Трансляція
Перші чотири фільми виходили в ефір на каналі BBC Two щосуботи з 30 червня до 21 липня 2012. Початок показу фільму Генріх IV, частина 1 7 липня був перенесений на годину через матч Вімблдонського турніру, і фільм було показано повторно наступного вечора на каналі BBC Four. Фільми було показано у США з 20 вересня до 11 жовтня як частину проекту каналу PBS Великі вистави.
Усі чотири фільми були показані знову у квітні 2016 на каналі BBC Four як частина Шекспірівського фестивалю BBC, присвяченого 400-річчю його смерті.
Другий цикл вистав виходив в ефір на каналі BBC щосуботи з 7 травня 2016.

## Реліз на DVD
Права на випуск DVD Порожньої корони належать NBC Universal.  DVD з першим циклом фільмів у Регіоні 2 було презентовано 1 жовтня 2012. У Регіоні 1 цей же DVD офіційно вийшов 17 вересня 2013. Набір із 2 DVD з другим циклом Війна Троянд було презентовано 20 червня 2016.

## Нагороди

### Цикл 1
| Нагорода                                           | Результат | Категорія                                | Номінант                                            |
| -------------------------------------------------- | --------- | ---------------------------------------- | --------------------------------------------------- |
| Премія Music & Sound 2013                          | Номінація | Постановка звуку (телепрограма)          | Порожня корона                                      |
| Митецька премія Саус-Банку                         | Номінація | Найкраща теледрама                       | Порожня корона                                      |
| Митецька премія Саус-Банку                         | Перемога  | Прорив                                   | Том Гіддлстон                                       |
| Премія Гільдії ефірних медіа                       | Перемога  | Найкраща драма                           | Порожня корона                                      |
| Премія Гільдії ефірних медіа                       | Номінація | Найкращий актор                          | Бен Вішоу                                           |
| Премія БАФТА у телебаченні 2013                    | Перемога  | Найкращий актор (Річард II)              | Бен Вішоу                                           |
| Премія БАФТА у телебаченні 2013                    | Перемога  | Найкращий актор другого плану            | Саймон Рассел Біл (Генріх IV, частина 2)            |
| Премія БАФТА у телебаченні 2013                    | Номінація | Найкраща драма                           | Річард II                                           |
| Премія Королівського телевізійного товариства 2013 | Перемога  | Найкраща драма                           | Річард II                                           |
| Премія БАФТА у телевізійному виробництві 2013      | Перемога  | Оригінальна телевізійна музика           | Стівен Ворбек (Генріх IV)                           |
| Премія БАФТА у телевізійному виробництві 2013      | Перемога  | Звук (художнє кіно)                      | Тім Фрейзер, Едріан Родс, Кейт Маррінер (Річард II) |
| Премія БАФТА у телевізійному виробництві 2013      | Номінація | Костюми                                  | Оділь Дікс-Міро (Річард II)                         |
| Британське товариство кінематографістів            | Номінація | Операторська робота у телевізійній драмі | Бен Смітард                                         |
| Вибір телевізійних критиків                        | Номінація | Найкращий міні-серіал                    | Порожня корона                                      |

## Виноски
1. ↑  Fernsehserien.de
2. ↑  «The Hollow Crown: Series Info».
3. ↑  Lawson, Mark (2012-06-29).
4. ↑  «TV Baftas 2013: all the winners».
5. ↑  «BBC Two announces further casting for The Hollow Crown: The Wars Of The Roses».
6. ↑  BBC Two (6 April 2014).
7. ↑  «Tony Hall announces greatest commitment to arts for a generation».
8. ↑  BBC Two.
9. 1 2 3  «Principal photography begins on The Hollow Crown: The Wars Of The Roses».
10. ↑  «Liverpool actor David Morrissey to star in new BBC production of Richard II».
11. ↑  «Sam Mendes for BBC Shakespeare season».
12. ↑  «Cast confirmed for BBC Two's cycle of Shakespeare films» (Press release).
13. 1 2  Kent Film Office.
14. ↑  Barraclough, Leo (6 April 2014).
15. ↑  «Henry IV — Part 1».
16. ↑  «The Hollow Crown: Shakespeare's History Plays — About the Series».
17. ↑  «Benedict Cumberbatch stars as Henry VI».
18. ↑  «The best star studded Shakespeare TV adaptations».
19. ↑  Brown, Maggie (2 July 2012).
20. ↑  «The Hollow Crown (4 Discs)».
21. ↑  «The Hollow Crown: The Complete Series».